# Boleszkowice
Boleszkowice (in tedesco Fürstenfelde) è un comune rurale polacco del distretto di Myślibórz, nel voivodato della Pomerania Occidentale.
Ricopre una superficie di 129,92 km² e nel 2007 contava 2 921 abitanti.